# آلوارت میرزویان
آلوارت هنریکی میرزویان (ارمنی: Ալվարդ Հենրիկի Միրզոյան؛  ۹ مارس ۱۹۵۶) نوازنده قانون و کارشناس علوم پرورشی اهل ارمنستان است. وی از سال میلادی تاکنون مشغول فعالیت بوده است.

## زندگی‌نامه
وی در ۹ مارس ۱۹۵۶ ‏در ایروان به دنیا آمد و از کنسرواتوار دولتی کومیتاس ایروان فارغ‌التحصیل گشت. 